# Paul Gratzik
Paul Gratzik (ur. 30 listopada 1935 w Lipowym Dworze, koło Giżycka, w Prusach Wschodnich, zm. 18 czerwca 2018 w Eberswalde) – niemiecki pisarz.

## Życiorys
Paul Gratzik był synem wiejskiego pracownika. Po ukończeniu szkoły podstawowej zdobył w latach 1952–1954 zawód stolarza. Pracował w Zagłębiu Ruhry, w Berlinie i Weimarze, a następnie w kopalni węgla brunatnego. W 1962 roku został działaczem organizacji Wolnej Młodzieży Niemieckiej (FDJ). Od 1963 do 1966 roku studiował w instytucie kształcenia nauczycieli w Weimarze i następnie do 1971 pracował jako wychowawca. W 1968 roku rozpoczął studia w Instytucie Literatury „Johannes R. Becher“ w Lipsku, ale po krótkim czasie został relegowany z uczelni. Począwszy od 1971 roku rozpoczął działalność wolnego pisarza. W 1974 roku podjął dodatkowo pracę w przedsiębiorstwie przemysłowym w Dreźnie. Od 1977 roku mieszkał w Berlinie; współpracował z teatrem Berliner Ensemble. W latach 1962–1981 był tajnym współpracownikiem Ministerstwa Bezpieczeństwa Państwowego NRD o pseudonimie „Peter”. Gdy odmówił dalszej współpracy, sam stał się osobą rozpracowywaną przez Stasi. W 1980 został laureatem Nagrody Heinricha Manna. Od 1981 roku mieszkał w Uckermarku.
Paul Gratzik był autorem sztuk teatralnych i opowiadań. Pozostawał wśród autorów literatury NRD outsiderem.
W 2011 roku powstał o pisarzu film dokumentalny Zdrajcy Ojczyzny (Vaterlandsverräter).